# هيرمان لوتسي
رودولف هيرمان لوتسي (بالألمانية: Rudolf Hermann Lotze)‏ (ولد في 21 مايو عام 1817 وتوفي في 1 يوليو عام 1881) كان فيسلوفًا ألمانيًا وعالمًا بالمنطق. حاز شهادة في الطب وكان متمكنًا في علم الأحياء. جادل في أنه لو حكمت القوانين الميكانيكية العالم الفيزيائي، فإنه يمكن تفسير العلاقات والتطورات في الكون على أنها ما أداء عقل العالم. كانت أبحاثه العلمية رائدة في مجال علم النفس العلمي.

## سيرته الذاتية
ولد لوتسي في بواتسن، ساكسونيا، ألمانيا، لعالم فيزياء. ولأنه درس في مدرسة تسيتاو الثانوية، فقد أكنّ الكثير من الحب للمؤلفين الكلاسيكيين، مما دفعه لنشر ترجمة مسرحية أنتيغون (سوفوكليس) إلى اللاتينية عندما كان في منتصف عمره.
التحق بجامعة لايبزغ كطالب في الفلسفة والعلوم الطبيعية، إلا أنه دخل فيها رسميًا طالب في كلية الطب بعمر السابعة عشر. حكمت دراسات لوتسي المبكرة باهتمامين: الأول كان علميًا مبنيًا على الدراسة الرياضية والفيزيائية بإرشاد من كل من إرنست هنريك فيبر وألفريد فيلهلم فولكمان وجوستاف فخنر. وكان اهتمامه الآخر فنيًا وجماليًا، تطور بإرشاد من الخلقي التأملي كريستيان هيرمان فايس. كما أثّر فايس لاحقًا لدى لوتسي في النزعة اللانفسانية في تأريخ الفلسفة. جذبته المثالية الألمانية لكل من يوهان غوتليب فيشته وفريدريك فيلهيلم يوزف شيلن وجورج فيلهلم فريدريتش هيغل.
كان أول مقال للوتز هو أطروحته «مبادئ علم الأحياء الفلسفية للمستقبل» والتي حصل إثرها على درجة الدكتوراه في الطب عام 1838، بعد أربعة أشهر من حصوله على درجة الدكتوراه في الفلسفة. وضع أساس فكره الفلسفي في كتابيه (الميتافيزيقيا، لايبتزغ 1841) و(المنطق، 1843) اللذين نشرهما عندما كان لا يزال محاضرًا مبتدئًا في جامعة لايبزغ، التي منها انتقل إلى جامعة غوتينغن خلفًا للفيلسوف يوهان فريدريك هربرت في كرسي الفلسفة.
بقيت أعماله غير معروفة من قبل العامة. عُرف أولًا من قبل شريحة أكبر من الناس عبر سلسلة من الأعمال التي هدفت إلى تعزيز دراسة كل من الظواهر العقلية والفيزيائية للكائن البشري. كما طبّق نفس المبادئ العامة التي تم تبنيها في دراسة الظواهر اللاعضوية. خصت هذه الأعمال اللاحقة الكائن البشري في كلتا حالتيه الطبيعية والمَرضيّة. ضم ذلك علم الأمراض والعلاج العام كعلوم ميكانيكية عام 1842، والطبعة الثانية عام 1848»، وكل من المقالات «الحيوية، عام 1843» و«الروح والحياة الداخلية، عام 1846» ضمن قاموس رودولف فاغنر لعلم وظائف الأعضاء، فسيولوجيا الحياة البدنية العامة عام 1851 علم النفس الطبي أو فسيولوجيا الروح عام 1852.
عندما نشر لوتسي أعماله تلك، كانت العلوم الطبيعة ما تزال تحت تأثير مبادئ فلسفة الطبيعة لشيللينغ. كانت تصوّر القوانين الميكانيكية التي تؤثر على المكنونات الخارجية على أنها صالحة فقط في العالم اللاعضوي. كانت فلسفة الآلية هي الارتباط الثابت لكل ظاهرة أ مع ظواهر أخرى ب وت وث، إما أن تتلوها أو تسبقها؛ كانت الآلية هي الصيغة الصلدة التي تمشي إثرها وترتبط جميع الأحداث في العالم. كان الهدف من هذه الأعمال هو تأسيس قاعدة واسعة الانتشار لفلسفة الآلية. إلا أن النظرة الميكانيكية للطبيعة لا تنطبق مع النظرة المادية. في القانون الذي اعتمدته الأعمال آنفة الذكر، كان السؤال المطروح مطوّلًا هو كيف ينبغي علينا إدراك العقل والعلاقة بينه وبين الجسد؟ الجواب هو أن علينا اعتبار العقل مبدأً روحيًا، إلا أن أفعاله ضمن الجسد هي ميكانيكي فقط والعكس صحيح، كما تبين القوانين الثابتة للآلية النفسية الجسدية.
على الرغم من تميز مبادئ لوتسي تلك بالتحفظ المكرر والمميز الذي لم يحوي حلًا للسؤال الفيزيائي المتعلق بطبيعة الآلية، إلا أنها مع ذلك كانت تعتبر الكلمات الأخيرة للفيلسوف قبل كلامه (أي أنه لم يستغني عنها طوال فترة حياته)، رافضًا رفضًا قاطعًا مبادئ شيلينغ ونظريات هيغل المثالية. نُشرت أعمال لوتسي في المعسكر المعارض للفلسفة التجريبية، إذ نُشرت كما كانت خلال السنوات التي كانت فيها المدرسة الحديثة للمادة الألمانية في أوجها.
حثّت التفسيرات الخاطئة التي عانى منها لوتسي إلى نشر كتيب جدلي صغير بعنوان «جدلي، عام 1857)، والذي صحح فيه خطأين. معارضته لتمسك هيغل بالشكليات والذي دفع البعض لربطه بالمدرسة المادية، وآخرون عدّوه من بين أتباع هربرت. أنكر لوتسي اتباعه مدرسة هربرت. إلا أنه أقر باعتبار «مونادولوجي» للكاتب غوتفريد لايبنتس زبدة تعاليم هربرت وآراءه هو أيضًا.

## العمل الفلسفي
عمل لوتسي في فترة ما بعد الثورة في الانتقال ما بين المثالية والعقلانية للايبنتس وكانط وهيغل والمادية الجديدة والتفسير العلمي للواقع.
وقد اعتقد بأننا نجد على مدّ إدراكنا وملاحظاتنا ثلاثة مناطق: منطقة الحقائق ومنطقة القوانين ومنطقة مبادئ القيم. تنفصل هذه المبادئ الثلاثة عن بعضها فقط ضمن أفكارنا، وليس في الواقع. يأتي الفهم الكامل عبر القناعة بأن عالم الحقائق هو الحقل الذي تُدرك فيه هذه المبادئ العليا من القيم الأخلاقية والجمالية بواسطة القوانين. وهذا الاتحاد لا يتجلى، بالنسبة له، إلا عبر فكرة وجود إله شخصي خلق عالمًا واختار طوعًا قوانين وأشكال معينة، عبر عملية الطبيعة التي نرى من خلالها ما يصبو إليه في عمله.
اقترح لوتسي نظرة أطلق عليها اسم «المثالية الغائية»، والتي كان مبدؤها الأساسي هو مبدأ «الآلية الغائية»، والتي كانت فكرتها، في المنطق والماورائيات والعالم، أن الآلية تتوافق مع الغائية.
غطّت محاضرات لوتسي مجالات واسعة: حيث تسلّم كل سنة محاضرات تخص علم النفس والمنطق (تضمن الأخير استطلاعًا شاملًا للبحث الفلسفي بعنوان، موسوعة الفلسفة)، ثم تلقى على فترات طويلة محاضرات في الماورائيات وفلسفة الطبيعة وفلسفة الفن وفلسفة الدين ونادرًا حول تاريخ الفلسفة والأخلاق. أوضح لوتسي من خلال هذه المحاضرات وجهة نظره الفريدة ضمن صيغة مقتضبة، وخلال العقد الأخير من حياته جسّد جوهر تلك المحاضرات ضمن كتابه «نظام الفلسفة»، والذي لم يظهر منه سوى مجلدان (المجلد الأول بعنوان المنطق الطبعة الأولى عام 1874 والثانية عام 1880، والمجلد الثاني بعنوان ميتافيزيقيا، عام 1879). لم يتمكن لوتسي من إكمال المجلد الثالث قبل وفاته، والذي كان من المفروض أن يكون المجلد الأخير الذي يعالج بشكل مكثف القضايا الرئيسية للفلسفة التجريبية وفلسفة الفن والدين.
كانت المشكلة ذات الطابع الاصطلاحي بالنسبة له هي محاولة تحقيق الوحدة والوئام فيما بين الأفكار المبعثرة لثقافتنا العامة، إذ أراد دراسة هذه المفاهيم بشكل خاص والتي تشكل الافتراضات الأولية والشروط بالنسبة للعديد من العلوم، إضافة إلى تغيير حدود تطبيقها.
ستقسم التحقيقات نفسها إلى ثلاثة أقسام، يتعامل القسم الأول مع:
- تلك التي تعتبر أشكالًا حتمية نسبة لعقولنا، أو القوانين التي يتعين علينا فيها التفكير في الأشياء (في حال ما فكرنا).
- يُعنى القسم الثاني بالقسم الهائل من الحقائق، محاولًا تطبيق نتائج الماورائيات عليها، وبخاصة المنطقتان الكبيرتان من الظواهر الخارجية والعقلية (الكونيات وعلم النفس).
- يتعامل القسم الثالث مع مبادئ القيم التي توضح جماليّتنا، أو تقبلنا أو عدم تقبّلنا الأخلاقي.

كان هدفه هو تشكيل فكرة عامة حول كيف تتجمع كل من القوانين والحقائق ومبادئ القيم ضمن نظرة شاملة واحدة.
إن العالم من الأشياء حولنا؛ والتي هي مفاهيمنا، والتي إما ننجح أو لا ننجح في وصفها، هي أشياء جاهزة الصنع. ما تبقى علينا فعله ليس شرح كيف يكون العالم كما هو عليه، ولا كيف توصلنا إلى هذه المفاهيم، ولكن إلى القضاء على تلك الأفكار التجريدية التي لا تتسق ولا تتعارض مع بعضها البعض، أو نعيد تشكيلها وتعريفها بحيث تشكل وجهة نظر متسقة ومتناغمة.

## روابط خارجية
- هيرمان لوتسي على موقع الموسوعة البريطانية (الإنجليزية)